# 深化国防和军队改革
深化国防和军队改革是中国共产党第十八届中央委员会总书记、中共中央军委主席习近平在2012年中共十八大之后开始推行的军事改革计划。
这是中华人民共和国1949年建国以来中国人民解放军和人民武装警察部队最大的一次军事改革。该改革的規模之大、程度之深使其被稱為“脖子以下的軍改”。

## 策划与启动
习近平于2012年11月当选中共中央总书记和中共中央军委主席之后，便开始筹略推行军队改革计划。2013年11月中共十八届三中全会提出了“要深化军队体制编制调整改革，推进军队政策制度调整改革，推动军民融合深度发展”，并将军队改革纳入了全面深化改革的总体布局。
2014年3月，中央军委深化国防和军队改革领导小组成立，习近平亲自出任组长，中共中央军委副主席许其亮、范长龙出任副组长，并召开了第一次全体会议，军改开始进入实质性推进阶段。2015年1月，军改领导小组召开第二次全体会议，对拟定的改革方案作出了部署；同年7月，军改领导小组第三次全体会议审议并原则通过了《深化国防和军队改革总体方案建议》。此后，习近平又主持召开了中央军委常务会议与中共中央政治局常委会会议，以审议军改总体方案。
2015年9月3日，在纪念中国人民抗日战争暨世界反法西斯战争胜利70周年大会上，习近平宣布中国将裁军30万人；次月，中央军委常务会议审议通过了《领导指挥体制改革实施方案》；同年11月24日至26日，中央军委改革工作会议召开。11月28日，中央军委印发《关于深化国防和军队改革的意见》，军队改革由此正式启动。

## 军改方案
深化国防和军队改革方案以“军委管总、战区主战、军种主建”为主导原则，包括了调整军委总部体制、实行军委多部门制、组建陆军领导机构、健全军兵种领导管理体制、重新调整划设战区、组建战区联合作战指挥机构、健全军委联合作战指挥机构等措施。

## 军改进程

### 军兵种调整
2015年12月31日，陆军领导机构、火箭军与战略支援部队正式成立。陆军领导机构的成立，部分組織的剝離，标志着中国大陸军队抛弃了大陆军主义，打破了陆军高于其他军种的模式。原成都军区司令员李作成上将出任陆军司令员，原兰州军区政委刘雷出任陆军政治委员。同时，原第二炮兵部队改组成立火箭军，使其成为解放军在陆、海、空军之外的第四个独立军种。原二炮司令员魏凤和上将、政治委員王家胜中将分别出任火箭军司令员和政委。此外，解放军还成立了新的战略支援部队，由原军事科学院院长高津中将出任战略支援部队司令员，原北京军区政委刘福连上将出任战略支援部队政委。

### 军委多部门制改革
2015年11月，中央军委将原先的军委领导下的解放军四总部（总后勤部、总参谋部、总政治部和总装备部）体制改为中央军委多部门制，中央军委机关调整组建军委办公厅、军委联合参谋部、军委政治工作部、军委后勤保障部、军委装备发展部、军委训练管理部、军委国防动员部、军委纪律检查委员会、军委政法委员会、军委科学技术委员会、军委战略规划办公室、军委改革和编制办公室、军委国际军事合作办公室、军委审计署、军委机关事务管理总局等15个职能部门。2016年1月11日，在军委各部门调整组建基本完成后，习近平接见了各部门主官。2017年，中央军委军事科学研究指导委员会成立。

### 撤大军区设战区

中国人民解放军战区划分和机关驻地

2016年1月16日起，根据习近平的命令，解放军七大军区停止行使指挥权，战区体制正式开始运作。2月1日，“中国人民解放军战区成立大会”在北京八一大楼举行，习近平向东部战区、南部战区、西部战区、北部战区、中部战区五大战区授予军旗并发布训令。2月29日起，全军按新的领导指挥体制运行。
| 战区     | 辖区                                           | 联合作战指挥部驻地 | 陆军机关驻地 | 海军机关驻地 | 空军机关驻地 | 划归陆军的省级军区 | 联勤保障部队机关驻地（武汉） | 集团军机关驻地 | 集团军机关驻地   | 集团军机关驻地 |
| -------- | ---------------------------------------------- | ------------------ | ------------ | ------------ | ------------ | ------------------ | ---------------------------- | -------------- | ---------------- | -------------- |
| 东部战区 | 江苏、上海、浙江、福建、江西、安徽             | 南京               | 福州         | 宁波         | 南京         |                    | 无锡                         | 71集团军徐州   | 72集团军湖州     | 73集团军厦门   |
| 南部战区 | 云南、貴州、湖南、广东、广西、海南、香港、澳门 | 广州               | 南宁         | 湛江         | 广州         |                    | 桂林                         | 74集团军惠州   | 75集团军昆明     |                |
| 西部战区 | 新疆、西藏、青海、甘肃、宁夏、四川、重庆       | 成都               | 兰州         | ——           | 成都         | 新疆军区 西藏军区  | 西宁                         | 76集团军西宁   | 77集团军成都崇州 |                |
| 北部战区 | 黑龙江、吉林、辽宁、内蒙古、山东               | 沈阳               | 济南         | 青岛         | 沈阳         |                    | 沈阳                         | 78集团军哈尔滨 | 79集团军辽阳     | 80集团军潍坊   |
| 中部战区 | 北京、天津、河北、河南、山西、陕西、湖北       | 北京               | 石家庄       | ——           | 北京         | 北京卫戍区         | 郑州                         | 81集团军张家口 | 82集团军保定     | 83集团军新乡   |

### 组建军委联勤保障部队
2016年9月13日，中央军委联勤保障部队成立大会在北京八一大楼举行，组建解放军武汉联勤保障基地，作为中央军委联勤保障部队的最高机关，领导无锡、桂林、西宁、沈阳、郑州5个联勤保障中心。

### 军事司法体制改革
2016年1月，撤销解放军总政治部和全军政法委员会，组建中央军委政法委员会，同时按照“调整军事司法体制，按区域设置军事法院、军事检察院”的精神开始军事法院、军事检察院改革。2016年6月，中央军委政法委在北京举行“全军军事法院、军事检察院调整组建大会”，明确了军事检察院由以往按照军兵种和武警系统设置调整成区域化设置。2016年6月29日，最高人民法院官方网站发布《关于重新编制发布军事法院代字的通知》（法〔2016〕142号），其中规定解放军军事法院的层级是“高级”，东、南、北、中部战区军事法院、西部战区第一、第二军事法院以及解放军总直属军事法院的层级是“中级”，解放军石家庄、福州等军事法院的层级是“基层”。

### 调整组建陆军集团军
2017年4月27日，国防部例行记者会上，发言人杨宇军表示，陆军集团军调整后，将原来的18个集团军调整为13个集团军，番号分别为：中国人民解放军陆军第七十一、七十二、七十三、七十四、七十五、七十六、七十七、七十八、七十九、八十、八十一、八十二和八十三集团军。

### 军队院校、科研机构、训练机构改革
在軍事改革之前，中国人民解放军共有67所军事院校。分别隶属于四总部和各军兵种。随着中国人民解放军进行现代化军事建设，部队院校的规模和编程需要大规模调整。同时，科研机构、训练机构也需要改革。
2017年4月27日，国防部举行例行记者会，国防部新闻局局长、国防部新闻发言人杨宇军大校答记者问，表示“军队院校、科研机构、训练机构改革，主要是适应新的领导指挥体制和规模结构的要求，坚持面向战场、面向部队、面向未来，重塑重构新型军事人才培养体系和我军特色军事科研体系，为建设世界一流军队提供有力人才保障和理论技术支撑。目前，这方面的改革正在有序推进。”
2017年6月29日，在中华人民共和国国防部新闻发布会上，新闻发言人吴谦大校公布了改革后军事院校的数量，包括中央军委直属院校2所，各军兵种院校35所，武警部队院校6所，共43所。他表示，此次军队院校调整改革，“对院校结构布局进行了调整，基本形成以联合作战院校为核心、以兵种专业院校为基础、以军民融合培养为补充的院校布局。”
2017年7月19日，新调整组建的军事科学院、国防大学、国防科技大学成立大会暨军队院校、科研机构、训练机构主要领导座谈会在北京八一大楼举行。中共中央总书记、国家主席、中央军委主席习近平向军事科学院、国防大学、国防科技大学授军旗、致训词，出席座谈会并发表讲话。

### 军兵种机关整编
截至2017年，海军、空军、火箭军、武警部队机关整编工作完成，全军团以上建制单位机关减少1000多个，军官数量减少30%。

### 建立健全军事政策制度体系
2018年11月13日至14日，中央军委政策制度改革工作会议在北京召开。习近平在会上指出，军队政策制度体系的建设对新时代军事国防建设，“两个一百年”目标和“中国梦”的实现具有重大意义。要坚定党的领导，以习近平新时代中国特色社会主义思想和党的十九大思想为指导，协调多方面关系，制定、完善和落实各项军事政策制度。解放军官方媒体《解放军报》将军事政策制度改革与领导指挥体制改革、军队规模结构和力量编成改革并称为本次军改的三场“攻坚战”。

### 军衔制度改革
2019年12月，经中央军委批准，中央军委办公厅印发《关于先行调整军级以上军官军衔晋升有关政策的通知》。《通知》要求，要以构建军衔主导军官等级制度为指向，通盘考虑不同职级、不同类型军官军衔晋升政策调整，从指挥管理类军级以上军官这个重点切入，分步组织、压茬推进，逐层逐级理顺军衔级别与职务等级对应关系，为中华人民共和国军官法修订实施提供示范引领和实践支撑。

## 武警部队改革

中国人民武装警察部队旗
（2018年1月10日启用）

2016年3月，在武警部队调整改革全面铺开后，武警部队机关已由之前的三大部（司令部、政治部、后勤部）改为四部委（参谋部、政治工作部、后勤部、纪委），2017年增设装备部。
2017年10月31日，根据中共中央的决策部署，为依法有序推进武警部队改革举措，为修改完善相关法律规定积累实践经验，第十二届全国人大常委会第三十次会议审议了《关于中国人民武装警察部队改革期间暂时调整适用相关法律规定的决定（草案）》，暂时调整适用《中华人民共和国国防法》和《中华人民共和国人民武装警察法》的相关规定。 受国务院、中央军委委托，武警部队司令员王宁10月31日所作关于草案的说明称，为贯彻落实中共十八届三中全会全面深化改革的决定，按照中共中央批准的深化国防和军队改革总体方案及关于武警部队改革的决策部署，加强中共中央和中央军委对武警部队的集中统一领导，建设一支听党指挥、能打胜仗、作风优良的现代化武警部队，将对武警部队领导指挥体制和力量结构调整改革。王宁在关于草案的说明中表示，暂时调整适用的主要内容：一是调整领导指挥体制，二是调整职能任务，三是调整警衔制度，四是调整保障体制，五是调整部队部署和兵力调动使用制度。
2017年12月27日，中共中央印发《中共中央关于调整中国人民武装警察部队领导指挥体制的决定》，自2018年1月1日零时起，武警部队由中共中央、中央军委集中统一领导，实行中央军委－武警部队－部队领导指挥体制，归中央军委建制，不再列国务院序列。武警部队建设，按照中央军委规定的建制关系组织领导。中央和国家机关有关部门、地方各级党委和政府与武警部队各级相应建立任务需求和工作协调机制。
2018年3月21日，中共中央印发《深化党和国家机构改革方案》，原属于武警部队序列的公安边防、消防、警卫部队全部退出现役，转为公安机关和新组建的应急管理部门的行政人员。原武警下属的武警黄金、森林、水电部队全部退出现役，官兵集体转业改编为非现役专业队伍，按照先移交、后整编的方式，并入国家职能有关部门，其中武警黄金部队并入自然资源部，现役编制转为财政补助事业编制，原有的部分企业职能划转中国黄金总公司；武警森林部队现役编制转为行政编制，并入应急管理部；武警水电部队转为非现役专业队伍后可继续使用中国安能建设总公司名称，由国务院国有资产监督管理委员会管理；国家海洋局（中国海警局）领导管理的海警队伍转隶武警部队；武警不再承担海关执勤任务。